# Jenifer Bartoli
Jenifer Yaël Dadouche-Bartoli, (Nice, 15 november 1982) bekend als Jenifer Bartoli en met haar artiestennaam Jenifer, is een Franse zangeres en actrice.

## Biografie
Jenifer Yaël Dadouche-Bartoli is de oudste dochter van Michel Dadouche, een Fransman uit Algerije van Joodse afkomst. Haar moeder, Christine Bartoli, is van Corsicaanse afkomst.
Jenifer werd in 2001 bekend na haar deelname aan de eerste Franse editie van de talentenjacht Star Academy op TF1. Ze won op 12 januari 2002 van Mario Barravecchia en kreeg hiermee de mogelijkheid om haar eerste album te promoten. Tevens ontving zij 1 miljoen euro. De finale werd door bijna twaalf miljoen kijkers op de Franse televisie gevolgd. Deze overwinning markeert de start van haar carrière als zangeres.

## Discografie
- 2002: Jenifer
- 2004: Le Passage
- 2007: Lunatique
- 2010: Appelle-moi Jen
- 2012: L'amour et moi
- 2013: Ma déclaration
- 2016: Paradis secret
- 2018: Nouvelle Page
- 2022: N°9

- Biblioteca Nacional de España: XX1775104
- Bibliothèque nationale de France: cb140563559 (data)
- Gemeinsame Normdatei: 135389437
- International Standard Name Identifier: 0000 0001 0584 9394
- Library of Congress Control Number: no2004025188
- MusicBrainz: 853dbc3e-8e00-4a1c-a2c4-8153eaa96e85
- Réseau des bibliothèques de Suisse occidentale: 02-A009070564
- SNAC: w6d820kp
- Système universitaire de documentation: 084271205
- Virtual International Authority File: 44502605
- WorldCat: E39PBJbRjYTG8bXrqdk9J8FBT3